# Parathyma kanwa
Parathyma kanwa är en fjärilsart som beskrevs av Moore 1858. Parathyma kanwa ingår i släktet Parathyma och familjen praktfjärilar. Inga underarter finns listade i Catalogue of Life.